# 谢伟思
约翰·斯图尔特·瑟尔维斯（英語：John Stewart Service，1909年8月3日—1999年2月3日），汉名谢伟思（亦有翻譯為謝偉志），美國外交官、中国通、美军观察组成员。

## 早年生活
谢伟思出生于四川成都，是两位在四川宣教的YMCA传教士謝安道（Robert Roy Service）和謝道蘊（Grace Josephine Boggs）之子。谢伟思早年一直在中国居住，11岁便说得一口流利四川方言，并前往上海美童公学就读高中。15岁时，他们全家移居加州，谢伟思便在伯克利就读高中。
1927年秋天，谢伟思就读欧柏林学院，主修美术史和经济学，亦参加越野跑和田径队（后来在华期间因此得了个昵称“兔子”）。1933年，谢伟思在毕业后通过了外交官考试，进入外交界工作。四十多年后的1977年，欧柏林学院授予其荣誉学位。

## 中国生涯
最初，谢伟思在美国驻昆明领事馆担任书记员，两年后前往北京学习汉语。1938年，他前往美国驻上海总领事馆，在高思手下工作。当高思晋升为美国驻华大使后，谢伟思亦晋升为美国驻华大使馆三等秘书，后又晋升为二等秘书。
抗日战争初期，谢伟思曾撰写报告，措辞严厉地批评国民党和蒋中正是“法西斯主义者”“不民主”“封建专制”，引起了时任中缅印战区司令史迪威随员的另一位中国通约翰·佩顿·戴维斯的注意。1943年夏天，戴维斯借参加美军观察组的便利，挑选谢伟思作为美国国务院代表，正式地访问陕甘宁边区。

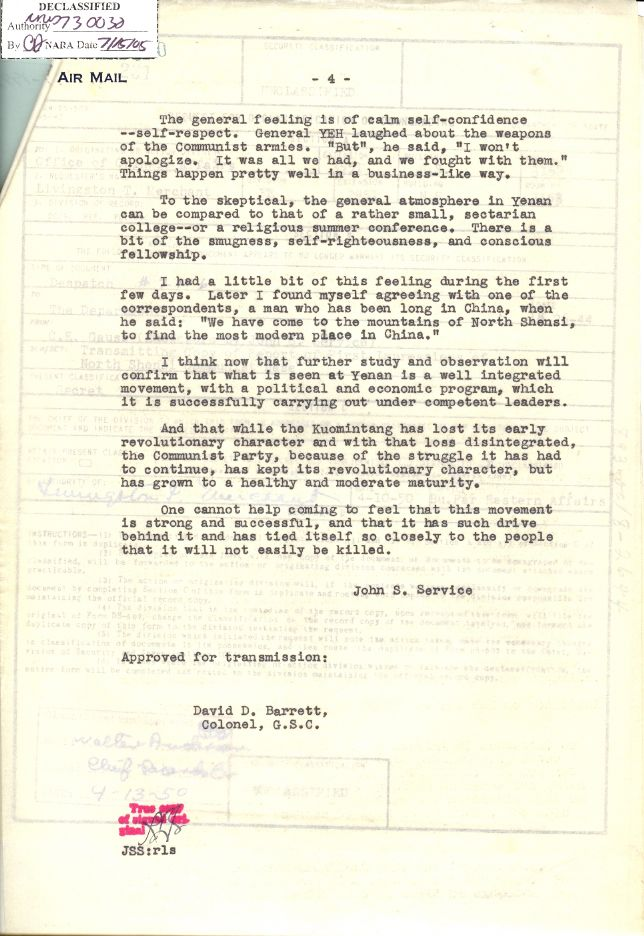
谢伟思在延安的报告书最后一页。 可参考第一页, 第二页和第三页。

1944年7月22日，谢伟思到达延安，会见了中国共产党的领导人毛泽东、周恩来等人。谢伟思在接下来四个月里，撰写报告称共产党的领导人较为“进步”和“民主”，“共产党在中国会一直存在，中国的命运亦是他们的，不是蒋介石的”，并批评国民政府和蒋中正腐败无能。谢伟思及其他从事政治分析的美国外交官最终的结论是呼吁美国支持共产党而非国民政府。他们认为内战不可避免，而共产党才是赢家。如果美国支持中国共产党，便可将其带离苏联影响，而若美国将中国共产党视为敌人，则他们将与苏联更亲近。
新上任的美国驻华大使赫尔利亦希望国共合作并统一，并提出了一个五点计划，希望国共之间分享权力。蒋中正予以拒绝，并提出另一个三点计划，使得共产党在国民政府里毫无实权。最终，赫尔利同意了蒋中正的计划。谢伟思和其他外交官要求正视和适应共产党日益增长的实力，赫尔利置之不理，并使得国务院将谢伟思等人召回美国，日后更指责他们造成了美国在华外交的失败。1945年初，谢伟思回到华盛顿。

## 美国生涯

### 美亚杂志事件
《美亚杂志》是创办于1937年的政治杂志，创办人是弗雷德里克·范德比尔特·菲尔德和菲利普·雅菲。前者是左翼政治活动家，且因为政治立场而无法继承高祖父、“铁路大王”康内留斯·范德比尔特的家族财产；后者是归化美国的俄国乌克兰人，事业有成，且对共产主义有兴趣。该杂志的撰稿人包括拉铁摩尔、毕恩来、陈翰笙、冀朝鼎等人，甚至连后来被证实为苏联间谍的约瑟夫·弥尔顿·伯恩斯坦亦曾短暂撰稿，故其政治立场一向偏左。

1945年4月19日，联邦调查局在华盛顿斯塔特勒酒店监听到谢伟思和雅菲见面，并认为谢伟思将一份机密文档给了后者，其中包含中方（应是指国民政府）秘密提供给美国政府的一些材料 。FBI会如此怀疑，盖因谢伟思在华多年，与记者们多有交集，甚至曾接触共产党人，搜集情报轻而易举。高思后来在麦卡锡时代作证时指出：
在重庆，谢伟思先生是大使馆官员，从事政治分析……他的工作就是不放过任何能拿到的消息……他会去见美国以外的新闻社记者。他会与中国记者接触。这么说，任何使馆区里的人，只要有可能知道点儿什么，他都会接触……他还去过国民党的总部……他也去过共产党的行政中心。他在重庆认识的人形形色色，只要能给他点儿消息就成。他一点一点拼凑出当前状况，甚至比我们还早知道中国的情况，他做得相当出色。
最终，FBI探员闯入杂志社，发现数百份政府文件，许多是涉密的。谢伟思因此被捕。J·埃德加·胡佛曾认为谢伟思“罪证确凿”，但当司法部将证据呈交给大陪审团时，大陪审团只同意起诉雅菲，却以20比0的大比数决定不起诉谢伟思。
1946年至1951年，谢伟思一直要参加听证会，确认其忠诚且不会威胁国家安全，只有1948年例外。谢伟思在国务院的好友查尔斯·约斯特会帮他作证。每次听证会上，谢伟思皆得清白。

### 麦卡锡时代
1950年3月14日，约瑟夫·麦卡锡指控谢伟思同情共产主义，但参议院外交委员会下属的国务院职员忠诚调查委员会（又以其主席姓氏名为“泰丁斯委员会”）认为对谢伟思的指控不成立，但一份最终报告认为谢伟思的忠诚有“一定疑点”，故此国务卿艾奇逊将其革职。1954年，当年拔擢谢伟思的戴维斯，亦因中国问题而被国务卿杜勒斯革职，且再无缘外交界。
1952年起，谢伟思向国务院申诉要求复职，此事甚至一路上诉至最高法院，而最高法院一致判决谢伟思胜诉，因为国务院并未发现谢伟思不忠或危害国家安全，故革职属于违法。更有人称，“FBI的监听证据一下子让谢伟思的实际地位变得毫无争议，毕竟要是他是个秘密的共产主义者，那早就有更显著的证据出现在文字记录里，若他真是个间谍就更该如此”。
大约60年后，乔纳森·米尔斯基（Jonathan Mirsky）在其对谢伟思传记的书评里写道：“大概在他逝世前十多年，谢伟思曾在与我的两通电话里承认，他给了雅菲一份绝密文档，里面是国军战斗序列，包括其在前线的准确位置。”米尔斯基亦提到，谢伟思早已料到有许多人认为这是叛国，而他自己也清楚，还表示“我不吐不快……那时候我上了当，很傻很天真”。谢伟思亦表示，他对于后来毛泽东的清洗整肃是选择性无视的。因为“我希望他们获胜，因为我觉得他们比国民党好，要是我们一直跟他们对着干，那么政权交替之后我们就会被拒之门外”。然而，该传记的作者琳恩·乔因那（Lynne Joiner）表示：“在他生命的最后日子里，我与谢伟思进行了广泛的交流，但他并没有对我说过这种事，亦未曾透露给其他熟人……谢伟思不曾料到这些证据在有生之年会用来对付他，更遑论在他逝世后十年还有人这么干。”

### 复职回到国务院

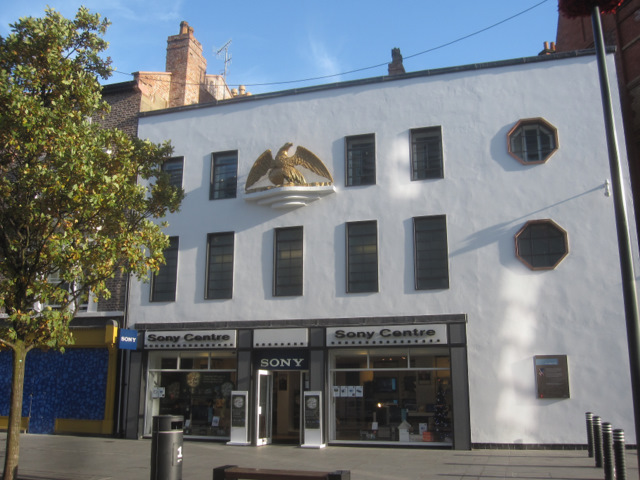
谢伟思最后工作的场所：美国驻利物浦领事馆，现为“索尼中心”。

1957年，谢伟思回到国务院工作，最初在运输部门工作，1959年在内部听证会上重获清白，但国务院为了避免参议院再来干涉，便将其派驻至英国利物浦的总领事馆，且既不配备官衔，也不确定薪水等级。所以谢伟思尽管在每个岗位上都兢兢业业表现出色，仍然没有出头之日。最终，谢伟思于1962年退休，在加州大学伯克利分校获得了政治学硕士学位，并在该校中国研究中心担任图书管理员和编辑。
1971年，谢伟思成为少数可以回到中国访问的美国人之一，此行还见到了当时的总理周恩来。他在美国度过余生，1999年2月3日逝世于加州奥克兰。

## 思想与观点
谢伟思的报告认为国民党没有能力与共产党抗衡，且共产党作为一定会夺取政权的胜利者，是美国需要拉拢的对象。在国共内战之前，谢伟思就认为共产党会获胜，因为他们能治理腐败、赢得民心、组织下层群众。然而，谢伟思认为共产党会领导一个中左派政府，实际上毛泽东的经济计划是极左的。谢伟思更认为如果有美国支持，共产党亦可以接受自由市场经济和民主改革。后来，谢伟思还认为，美国与中国共产党的良好关系有可能使得朝鲜战争和越南战争减弱甚至得以避免。

## 著作
- . Center for Chinese Studies, University of California. 1971.
- . Random House. 1974. ISBN 0-394-48436-3.

## 延伸阅读
- Buckley, William F. . Regnery Publishing. 1954. ISBN 0-89526-472-2.
- Evans, M. Stanton. . Crown Publishing Group. 2007. ISBN 978-1-4000-8105-9.
- Evans, M. Stanton; Romerstein, Herbert. . Threshold Editions. 2013. ISBN 978-1439147702.
- Joiner, Lynne. . Naval Institute Press. 2009. ISBN 978-1-59114-423-6.
- Kahn, E. J. . Penguin Books. 1975. ISBN 0-14-004301-2.
- Radosh, Ronald, and Klehr, Harvey. . University of North Carolina Press. 1996. ISBN 0-8078-2245-0.